# Sherlock Holmes: El pendiente de plata
Sherlock Holmes: El pendiente de plata (conocido en América del Norte como Sherlock Holmes: El secreto del pendiente plateado) es un juego de ordenador desarrollado por Frogwares y publicado en 2004 en dos CD-ROMs para Microsoft Windows por Digital Jesters en Europa y Ubisoft en Norteamérica. Mientras el juego está «inspirado en Las aventuras de Sherlock Holmes», utiliza una trama original - ambientado en Londres en 1897 — y permite al jugador investigar un asesinato como Sherlock Holmes y el Dr. John H. Watson. Una versión del juego ha sido desarrollada también para teléfonos móviles por Xendex, y lanzada en 2006.
El segundo de la serie Aventuras de Sherlock Holmes de juegos de aventura desarrollados por Frogwares, fue precedido por el juego de 2002 Sherlock Holmes: El misterio de la momia, y fue seguido por Sherlock Holmes: La aventura en 2006. El juego actúa como una precuela para El misterio de la Momia - a pesar de ser lanzado dos años después del juego anterior, en realidad está establecido dos años antes (en 1897 en lugar de 1899).

## Trama
Holmes y Watson deben investigar el asesinato de Sir Melvyn Bromsby en Sherringford Hall. La hija de Bromsby, Lavinia, está entre los sospechosos.

## Créditos
La historia y el diseño del juego se atribuye a Jalil Amr, basado en una novela inédita pastiche de Amr. Tanto el sonido como el doblaje de la versión en inglés se acreditan a Pteroduction Sound, Alexander Dudko, y Sergey Geraschenko. A diferencia de la versión en inglés sin embargo, el reparto de voces en alemán figura en Internet Movie Database. La música en el juego consta de composiciones de Antonín Dvořák, Edvard Grieg, Robert Schumann, y Piotr Chaikovski.

## Jugabilidad

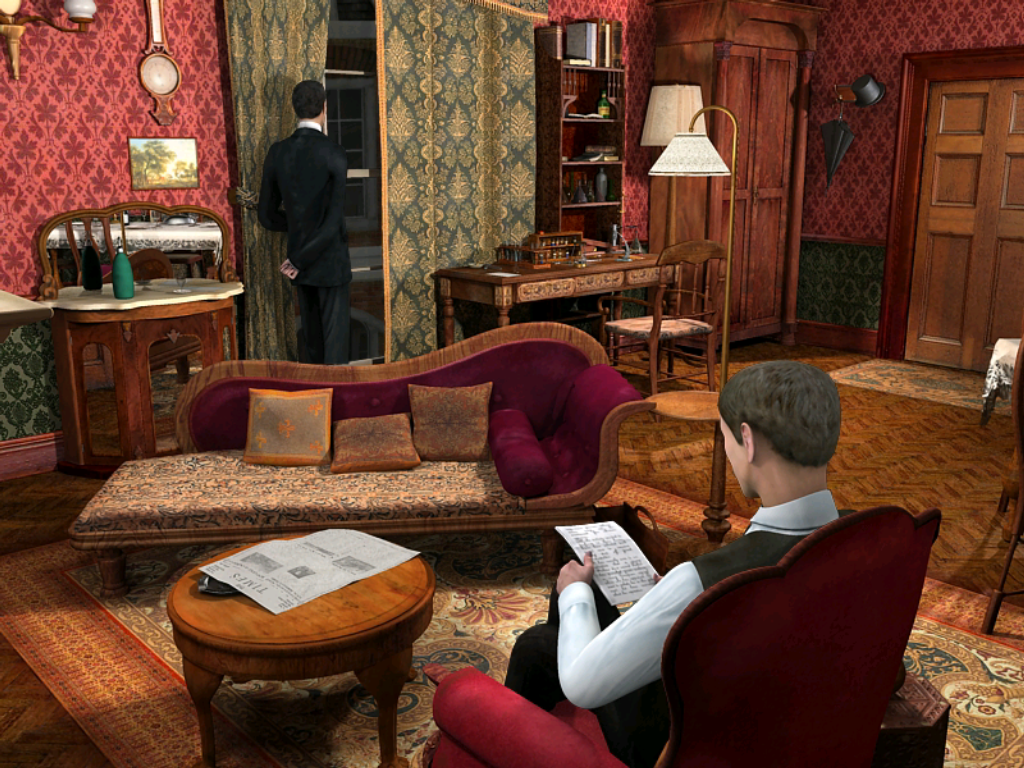
Watson y Holmes en el hogar de la calle Baker

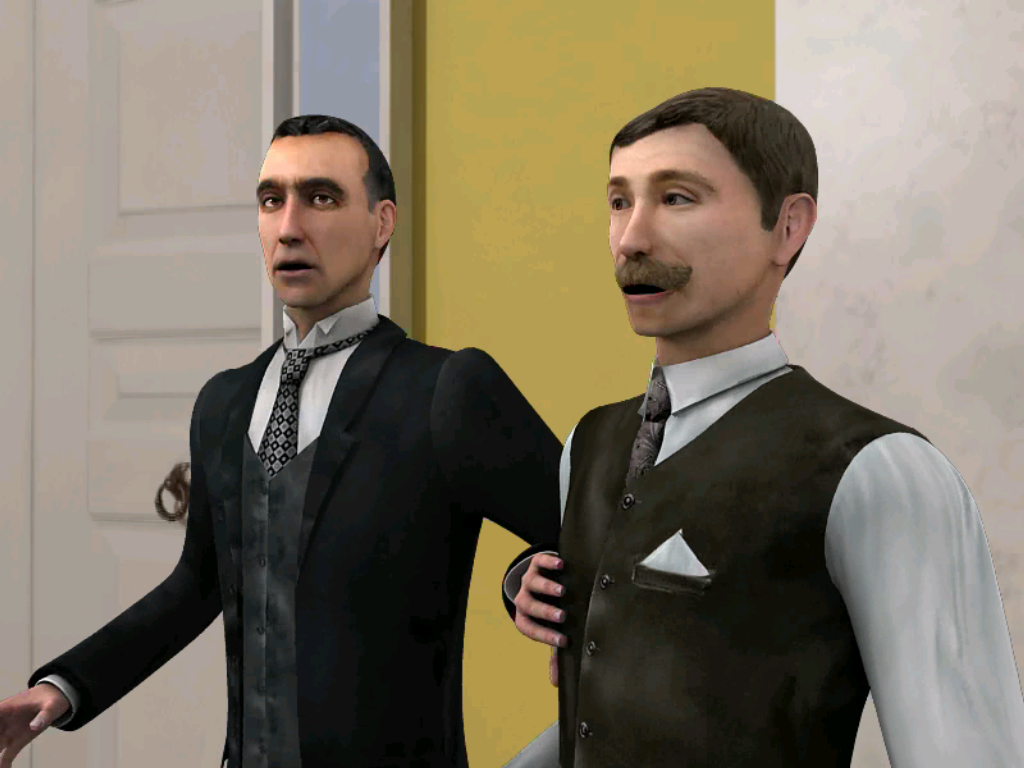
SH2 - Holmes y Watson desconcertados

El Pendiente de Plata es una aventura en tercera persona de apunta y haz clic (controlado por el ratón) en el que juegas como Holmes y Watson. El hacer clic en la dirección general que deseas ir por lo general hará que tu personaje se mueva en esa dirección. Cuando veas el icono de pasos, haciendo clic llevará al personaje a la siguiente punto "autorizado". Hacer doble clic hace que Holmes o Watson corran.
Hacer clic derecho abre la barra de inventario. A lo largo del juego, herramientas de trabajo de Holmes (una lupa, la cinta métrica y un tubo de ensayo) están en el inventario. Estos son utilizados con frecuencia. El inventario también incluye un cuaderno, que es esencial para entender el juego. El cuaderno tiene las transcripciones de las conversaciones de los testigos (por suerte, solo las partes importantes). Además, el cuaderno contiene documentos y un análisis de la evidencia física.
Como Holmes, te pasas el tiempo buscando pistas importantes, la mayoría de ellas que la policía pasa por alto. Los objetos están al menos parcialmente visibles, aunque algunos no llegan a ser "calientes" hasta que una acción en el juego los resalta. También analizamos varias pistas utilizando el laboratorio del escritorio de Holmes.

## Recepción
GameSpot dio al juego 7.3/10. Su resumen citó "personajes interesantes, un argumento atractivo y gráficos hermosos", aunque citaron la falta de puzles y un "misterio, donde en realidad no resuelves el misterio." Otras opiniones fueron publicadas por IGN, 8.3/10, GameSpy 3.5/5, mientras las críticas recogidas puede encontrarse en Game Rankings.